# 土井藤右衛門
土井 藤右衛門（どい とうえもん、旧姓・木村、前名・卓爾、1892年（明治25年）1月9日 - 没年不明）は、日本の会社役員。族籍は三重県平民。

## 経歴
三重県員弁郡東員村（現東員町）出身。木村誓太郎の七男。木村秀興の弟。先代藤右衛門の養子となり、1910年に家督を相続し、卓爾を改め襲名する。
1912年、第三高等学校を卒業。1916年、東京帝国大学法科大学独法科を卒業する。東京練炭製造所、北山索道、草津電鉄、日化燃料、佐藤衡器各会社の重役である。

## 人物
紀勢東線相賀尾鷲間の工事開始等は土井が帝都にあって尽くすところが多かった。
住所は三重県北牟婁郡尾鷲町大字南浦（現・尾鷲市）、東京市芝区白金三光町、赤坂区青山南町二丁目。

## 家族・親族
土井家
土井家は土井忠兵衛より分れて一家を創立し、5代を経て先代藤右衛門に至る。代々藤右衛門を襲名する。
- 養父・藤右衛門（1868年 - ?、三重県北牟婁郡尾鷲町のカネ吉・南土井商店、林業家、醤油醸造家[11]、尾鷲銀行取締役[12]）
- 養母・早苗（1874年 - ?、和歌山、浦春暉の二女）[1][12]
- 養妹・田鶴（1896年 - ?、分家して土井高禮を夫に迎える）[4][5]
- 妻・ちよ（1908年 - ?、新潟、小林仁平の二女）[4][5]

親戚
- 実父・木村誓太郎[1]（三重県会議長、貴族院議員、衆議院議員）
- 実兄・木村秀興[3]（衆議院議員）